# Dipteroidei
A Dipteroidei a csontos halak (Osteichthyes) főosztályának izmosúszójú halak (Sarcopterygii) osztályába, ezen belül a tüdőshalalakúak (Ceratodontiformes) vagy a Dipterida rendjébe tartozó fosszilis alrend.
Egyes rendszerezések szerint nem tartozik a tüdőshalalakúak rendjébe, hanem a tüdőshalak (Dipnoi) alosztályán belül annak egy másik fosszilis csoportjába.

## Rendszerezés
Az alrendbe az alábbi 4-5 család tartozik:
- †Chirodipteridae
- †Dipteridae Owen, 1846
- †Phaneropleuridae
- †Rhynchodipteridae Moy-Thomas, 1939 - meglehet, hogy nem része ennek az alrendnek
- †Stomiahykidae